# Sinplus
Sinplus er et  rock-band fra Schweiz som har stillet sig op i Eurovision Song Contest 2012 med sangen Unbreakable.